# Demi Vollering
Demi Vollering (Pijnacker, 15 de noviembre de 1996) es una ciclista profesional neerlandesa. Desde 2025 corre para el equipo francés FDJ-SUEZ de categoría UCI Women's WorldTeam.

## Palmarés

### Ruta
2019
- 1 etapa del Festival Elsy Jacobs
- Giro de Emilia

2021
- Lieja-Bastoña-Lieja
- La Course by Le Tour de France
- 3.ª en el Giro de Italia Femenino
- The Women's Tour, más 1 etapa

2022
- Flecha Brabanzona
- Vuelta al País Vasco, más 3 etapas
- 1 etapa de la Vuelta a Burgos Féminas
- 2.ª en el Tour de Francia, más clasificación de la montaña

2023
- Strade Bianche
- A Través de Flandes
- Amstel Gold Race
- Flecha Valona
- Lieja-Bastoña-Lieja
- 2.ª en la Vuelta a España, más 2 etapas
- 2 etapas de la Vuelta al País Vasco
- Vuelta a Burgos Féminas, más 2 etapas
- 2.ª en el Campeonato de los Países Bajos Contrarreloj
- Campeonato de los Países Bajos en Ruta
- Tour de Francia Femenino , más 1 etapa
- 2.ª en el Campeonato Mundial en Ruta
- Tour de Romandía, más 1 etapa
- UCI WorldTour Femenino

2024
- Vuelta a España , más 2 etapas
- Vuelta al País Vasco, más 1 etapa
- Vuelta a Burgos Féminas, más 2 etapas
- Vuelta a Suiza, más 3 etapas
- 3.ª en el Campeonato de los Países Bajos Contrarreloj
- 2.ª en el Tour de Francia Femenino, más 2 etapas
- 1 etapa del Tour de Romandía
- 2.ª en el Campeonato Mundial Contrarreloj

2025
- Setmana Ciclista Valenciana, más 1 etapa
- Strade Bianche
- Vuelta a España , más 2 etapas
- Vuelta al País Vasco, más 1 etapa
- Volta a Cataluña, más 1 etapa
- 2.ª en el Tour de Francia Femenino

### Grava
2023
- 3.ª en el Campeonato Mundial en Grava

## Resultados

### Grandes Vueltas
Durante su carrera deportiva ha conseguido los siguientes puestos en las Grandes Vueltas femeninas y en los Campeonatos del Mundo en carretera:
| Carrera | Carrera         | 2017 | 2018 | 2019 | 2020 | 2021 | 2022 | 2023 | 2024 | 2025 |
| ------- | --------------- | ---- | ---- | ---- | ---- | ---- | ---- | ---- | ---- | ---- |
|         | Giro de Italia  | —    | —    | 35.ª | —    | 3.ª  | —    | —    | —    | —    |
|         | Tour de Francia | X    | X    | X    | X    | X    | 2.ª  | 1.ª  | 2.ª  | 2.ª  |
|         | Vuelta a España | —    | —    | —    | —    | —    | 3.ª  | 2.ª  | 1.ª  | 1.ª  |

—: no participa
Ab.: abandono

X: ediciones no celebradas

La Vuelta a España Femenina conocida como Challenge by La Vuelta de 2015 a 2022.

### Campeonatos y JJ. OO.
| Carrera            | Especialidad | 2017         | 2018         | 2019         | 2020         | 2021         | 2022         | 2023 | 2024 |
| ------------------ | ------------ | ------------ | ------------ | ------------ | ------------ | ------------ | ------------ | ---- | ---- |
| Juegos Olímpicos   | Ruta         | No disputado | No disputado | No disputado | No disputado | 25.ª         | ND           | ND   | 34.ª |
| Juegos Olímpicos   | Contrarreloj | No disputado | No disputado | No disputado | No disputado | —            | ND           | ND   | 5.ª  |
| Campeonato Mundial | Ruta         | —            | —            | 56.ª         | 35.ª         | 7.ª          | —            | 2.ª  | 5.ª  |
| Campeonato Mundial | Contrarreloj | —            | —            | —            | —            | —            | —            | 6.ª  | 2.ª  |
| Campeonato Europeo | Ruta         | —            | —            | 33.ª         | 19.ª         | 5.ª          | —            | 10.ª | —    |
| Campeonato Europeo | Contrarreloj | —            | —            | —            | —            | —            | —            | —    | —    |
| Juegos Europeos    | Ruta         | No disputado | No disputado | —            | No disputado | No disputado | No disputado |      |      |
| Juegos Europeos    | Contrarreloj | No disputado | No disputado | —            | No disputado | No disputado | No disputado |      |      |
| Países Bajos       | Ruta         | 49.ª         | 22.ª         | 53.ª         | 10.ª         | 9.ª          | 20.ª         | 1.ª  | 24.ª |
| Países Bajos       | Contrarreloj | —            | 21.ª         | 22.ª         | X            | 6.ª          | —            | 2.ª  | 3.ª  |

—: No participa 

Ab.: Abandona 

X: No se disputó

## Equipos
- Parkhotel Valkenburg (2019-2020)
- Team SD Worx[2] (2021-2024)
- FDJ-SUEZ (2025-)